# Hysen Pulaku
Hysen Pulaku (ur. 8 grudnia 1992 w Elbasanie) – albański sztangista występujący w kategorii wagowej do 77 kg.

## Kariera sportowa
10 września 2011 roku zajął 2. miejsce w Mistrzostwach Europy Juniorów w Podnoszeniu Ciężarów w Bukareszcie.
12 kwietnia 2012 roku wziął udział w Mistrzostwach Europy w Antalyi, na których zajął 6. miejsce. Miał uczestniczyć także w Letnich Igrzyskach Olimpijskich 2012, jednak z powodu wykrycia stanozololu został zdyskwalifikowany. Międzynarodowa Federacja Podnoszenia Ciężarów ukarała Pulaku zakazem udziału w mistrzostwach do 10 grudnia 2022 roku.

## Życie prywatne
Jego wujkiem jest Sami Pulaku, będący także osobistym trenerem Hysena.